# Canton de Montfaucon-en-Velay
Le canton de Montfaucon-en-Velay est une ancienne division administrative française, située dans le département de la Haute-Loire en région Auvergne.

## Composition
Le canton de Montfaucon-en-Velay groupait sept communes :
- Dunières (Dunèiras): 2 996 habitants
- Montfaucon-en-Velay : 1 185 habitants
- Montregard : 612 habitants
- Raucoules (Raucolàs): 846 habitants
- Riotord : 1 162 habitants
- Saint-Bonnet-le-Froid (Sant Bonet): 235 habitants
- Saint-Julien-Molhesabate (Sant Julian): 206 habitants

## Géographie
Le canton de Montfaucon-en-Velay était situé dans l'est du Velay. 

## Histoire
Le canton a été supprimé en mars 2015 à la suite du redécoupage des cantons du département et les sept communes sont rattachées au canton de Boutières.

## Représentation

### Conseillers généraux de 1833 à 2015
| Période           | Identité                                             | Parti                           | Qualité |
| ----------------- | ---------------------------------------------------- | ------------------------------- | --- |
| 1833-1842         | Hippolyte de Mabille de Bronac (1801-1891)           |                                 | Propriétaire, juge de paix, maire de Montfaucon-en-Velay |
| 1842-1848         | Adolphe Alphonse Louis de Fraix de Figon (1808-1896) |                                 | Maire de Raucoules |
| 1848-1867         | Hippolyte de Mabille de Bronac                       |                                 | Propriétaire, juge de paix, maire de Montfaucon-en-Velay |
| 1867-1902         | Pierre Malartre                                      | Droite                          | Industriel Député (1871-1878, 1881-1885, 1889-1893) |
| 1902-1903         | Adrien Michel                                        |                                 | Médecin - Maire d'Yssingeaux (1889-1893) |
| 1903-1911 (décès) | Pierre Malartre                                      | Droite Monarchiste              | Député (1871-1878, 1881-1885, 1889-1893) |
| 1912-1940         | François Malartre (fils du précédent)                | Conservateur (Union catholique) | Président de la Chambre de Commerce du Puy Maire de Dunières (1924-1925) Nommé conseiller départemental en 1942 |
|                   |                                                      |                                 | |
| 1945-1954 (décès) | Louis Bancel (1883-1954)                             | RI                              | Marchand de vins à Montfaucon-en-Velay |
| 30 mai 1954-1955  | Régis Souvignet                                      | DVD                             | Maire de Saint-Julien-Molhesabate |
| 1955-1973         | Georges Billamboz (1914-2002)                        | MRP puis CD puis CDP            | Industriel, Dunières Président du Conseil Général (1964-1973) |
| 1973-1979         | Jean-Paul Riocreux                                   | UDR puis RPR                    | Professeur, agrégé de l'Université Maire de Montregard |
| 1979-2015         | Jean-Pierre Marcon                                   | UDF puis app. UMP puis UDI      | Chef d'agence Crédit agricole Maire de Saint-Bonnet-le-Froid Député (2007-2012) président du Conseil général depuis juin 2014 maire de Dunières jusqu'en 2008 Ancien président de la communauté de communes du Pays de Montfaucon |

### Conseillers d'arrondissement (de 1833 à 1940)
| Période                                  | Période | Identité                                               | Étiquette | Qualité |
| ---------------------------------------- | ------- | ------------------------------------------------------ | --------- | --- |
| 1833                                     | 1848    | Auguste de Labruyère                                   |           | Médecin, maire de Montfaucon                                                                                |
|                                          |         |                                                        |           | |
| 1907                                     | 1919    | Joseph Lemoyne de Vernon (1864-1924)                   |           | Négociant et moulinier à Dunières                                                                           |
| 1919                                     | 1937    | Louis Lemoyne de Vernon (1889-1971, fils du précédent) | Libéral   | Dessinateur géomètre, industriel, expert, maire de Dunières                                                 |
| 1937                                     | 1940    | Jean-Marie Paulet                                      |           | Maire de Riotord (1925-1953)                                                                                |
| 1940                                     |         |                                                        |           | Les conseils d'arrondissement ont été suspendus par la loi du 12 octobre 1940 et n'ont jamais été réactivés |
| Les données manquantes sont à compléter. |         |                                                        |           | |

## Démographie
| 1962  | 1968  | 1975  | 1982  | 1990  | 1999  | 2006  | 2011  | 2012  |
| ----- | ----- | ----- | ----- | ----- | ----- | ----- | ----- | ----- |
| 8 257 | 7 939 | 7 561 | 7 317 | 7 316 | 7 046 | 7 207 | 7 318 | 7 294 |